# Vadims Vasiļevskis
Vadims Vasiļevskis, född den 5 januari 1982 i Riga, är en lettisk friidrottare som tävlar i spjutkastning. 
Vadims Vasiļevskis deltog 1999 i spjutkasting vid VM för ungdomar men tog sig inte vidare till finalomgången. Hans första mästerskap som senior var EM 2002 i München där han inte heller klarade av att komma vidare till finalomgången. Samma år kastade han för första gången över 80 meter när han kastade 81,92. 
2004 deltog han i Olympiska sommarspelen 2004 och blev där silvermedaljör. I både kvalet och i finalomgången slog Vasiļevskis sitt personliga rekord och i finalen kastade han 84,95. Han var en och en halv meter efter segraren Andreas Thorkildsen. Nästa större framgång för Vasiļevskis var EM 2006 i Göteborg där han slutade på fjärde plats. Samma resultat blev det vid VM 2007 i Osaka. 
Hans personliga rekord är 90,73 från tävlingar i Tallinn under 2007.